# Kerwin Mathews
Kerwin Mathews (ur. 8 stycznia 1926 w Seattle, zm. 5 lipca 2007 w San Francisco) były amerykański aktor, znany szczególnie z ról tytułowych bohaterów w filmach: Siódma podróż Sindbada (The 7th Voyage of Sinbad, 1958), Trzy światy Guliwera (The 3 Worlds of Gulliver, 1960) oraz Jack the Giant Killer (1962).

## Życiorys
Urodzony w Seattle w stanie Waszyngton. Po rozwodzie rodziców, jako dwulatek przeniósł się wraz z rozwiedzioną matką do miasteczka Janesville w stanie Wisconsin. Uczęszczał do szkoły średniej im. Josepha A. Craiga, której to absolwentem został w roku 1943. Po latach Mathews wyznał, że do jego pierwszego kontaktu z aktorstwem – w szkolnej sztuce – namówił go uprzejmy nauczyciel, oraz że decyzja o publicznym występie odmieniła jego życie. Według klasowych koleżanek, był „przystojnym urwisem” (miał 185 cm wzrostu).
Podczas II wojny światowej służył w Siłach Powietrznych Armii Stanów Zjednoczonych. Po powrocie do USA, podjął studia w Milton College, zlokalizowanym w pobliżu Janesville. Tam też kształcił się przez następne dwa lata, nim zmienił uczelnię na Benoit College, gdzie otrzymał stypendia dramatyczne i muzyczne. Po zakończeniu nauki na studiach zaczął grać w regionalnym teatrze. Uczył także języka angielskiego w jednym z liceów w Lake Geneva w stanie Wisconsin.
Po przeprowadzce do Los Angeles w Kalifornii, występował w historycznym teatrze Pasadena Playhouse, gdzie poznał głównego speca od castingu dla studia Columbia Pictures. W 1954 podpisał siedmioletni kontrakt z wytwórnią i następnie był obsadzany w jej produkcjach. W latach pięćdziesiątych i sześćdziesiątych zagrał w kilku przygodowych filmach akcji oraz w filmach fantasy. Pomimo iż początkowo poczuł się zaszufladkowany, później na swoją hollywoodzką karierę spoglądał z sentymentem.
W 1959 był nominowany do Złotego Lauru w kategorii „Top Mężczyzna Nowa osobowość”.
Zrezygnował z kontynuowania zawodu aktora w 1978 roku. Przeniósł się do San Francisco w stanie Kalifornia, gdzie prowadził sklepy odzieżowe i z antykami. Zmarł 5 lipca 2007 w wieku osiemdziesięciu jeden lat. Osamotnił tym samym swojego wieloletniego partnera, Toma Nicolla, z którym związał się jeszcze w roku 1961. Przyczyną zgonu aktora był zawał mięśnia sercowego.

## Filmografia

### filmy fabularne
- 1955: 5 Against the House jako Ronnie
- 1955: Cell 2455 Death Row jako reporter
- 1957: The Garment Jungle jako Alan Mitchell
- 1958: Siódma podróż Sindbada (The 7th Voyage of Sinbad) jako Sinbad
- 1958: Tarawa Beachhead jako sierżant (później porucznik) Thomas A. "Tom" Sloan
- 1960: Trzy światy Guliwera (The 3 Worlds of Gulliver) jako dr. Lemuel Gulliver
- 1960: Man on a String jako Bob Avery
- 1960: Saffo, venere di Lesbo jako Phaon
- 1961: The Devil at 4 O'Clock jako ojciec Joseph Perreau
- 1962: The Pirates of Blood River jako Jonathon Standing
- 1962: Jack the Giant Killer jako Jack
- 1963: OSS 117 w natarciu (OSS 117 se déchaîne) jako Hubert Bonisseur de La Bath/O.S.S. 117
- 1963: The Waltz King jako Johann Strauss, Jr.
- 1963: Maniac jako Paul Farrell
- 1964: Banco à Bangkok pour OSS 117 jako OSS 117
- 1967: Le vicomte regle ses comptes jako Clint de la Roche, wicehrabia
- 1967: Bitwa pod dnem oceanu (Battle Beneath the Earth) jako komandor Jonathan Shaw
- 1969: A Boy... A Girl jako pan Christian
- 1970: Barquero jako Marquette
- 1971: Death Takes a Holiday jako senator Earl Chapman Jr.
- 1971: Octaman jako dr Rick Torres
- 1973: The Boy Who Cried Werewolf jako Robert Bridgestone
- 1978: Nightmare in Blood jako książę Zaroff

### seriale TV
- 1954: Space Patrol jako major Caldwell
- 1954-1956: The Ford Television Theatre jako porucznik Norton/Ivor/Fred Karns
- 1956: Playhouse 90 jako Clay Farrell
- 1957-1958: Matinee Theater
- 1959: Goodyear Theatre jako porucznik James Obenauf
- 1963: Disneyland jako Johann Strauss Jr.
- 1963: Disneyland jako Johann Strauss Jr.
- 1972: Ironside jako Eric Oates
- 1972: Szpital miejski (General Hospital) jako dr Duncan Stewart